# عذراء أكين
عذراء أكين (بالتركية: Azra Akın)‏ (8 ديسمبر 1981 -)، ممثلة تركية. وهي عارضة ازياء تركية وحديثة وممثلة. حصلت آكين على لقب ملكة جمال تركيا عام 2002 وفي نفس العام حصلت على لقب ملكة جمال العالم. اشتهرت بدور الشابة اليتيمة آيلول في مسلسل موسم المطر، أكدت بعض المصادر إنها متزوجة من الممثل كيفانتش تاتليتوغ.

## حياة العائلة
والدها ناظم آكين اصله كرهانى من محافظه أوشاك، لعب كرة القدم مرة واحدة في نادى اسكى شاهير، تخرجت من جامعة يلدر التنقية وعمل حاليا كمترجم. أما والدتها تعمل مدرسة في هولندا وهي من افيون اميرداج. استقرت الأسرة في هولندا عام 1971. لديها اخت اصغر منها بعامين تدعى دوروك. عذراء ى كين تعلمت مجالات الفنون مثل الموسيقى والباليه والرسم في هولندا.

## مرحلة تعارف
فازت بالمركز الأول عند سفح تركيا بمسابقة نموزج النخبة عام 1998. بعد ذلك فازت بالمركز الأول في مسابقه ملكة جمال تركيا اللذى نظمه تلفزيون ستار عام 2002. نتيجة هذة المسابقة جعلتها تنضم إلى مسابقه ملكة جمال العالم. اولا المسابقة التي تقرر تنظيمها في نيجيريا توجهت إلى لندن عندما أنجبت طفلا من زواجها من امرأة تدعى أمينه لاوال في هذة المدينة وعندما عارضت بقوة من قبل العديد من الدول. نتيجة المسابقة، لقبت بملكة جمال العالم عام 1932 ثم أصبحت الشخص الثانى التي لقبت بملكة جمال ركيا عقب كاريمان هاليس. هذا اللقب يعطى إلى دولة مسلمة التي يكون عدد سكانها أغلبه مسلم وأخذت المصرية الجميلة جائزة ملكة جمال العالم في 1954. قامت عذراء آكين اللتى استمرت في تقديم عروض الازياء بالتمثيل في المسلسلات التليفزيونيه والإعلانات أيضا. في عام 2004 قامت بتمثيل شخصية ايلول في مسلسل باسم موسم المطر (مسلسل) بالمشاركة مع البطل تامر كراداغي.عام 2009 اخذت دور في عمل اسمه 72 جزء في مسرحيه صدرى اليشك التي أخرجها كامل بصار. وجدت كمتسابقه في مسابقة الرقص مثل يوك التي نظمها الإعلام في برنامج تليفزيونى.
عام 2011 اخذت دور في مسلسل باسم الأسرة الكبيرة الذي تم إذاعته في تليفزيون ستار. عام 2012 مثل شخصية أستاذ اليف مدرس الموسيقى في مسلسل ام. يو.سى.ك.عام 2014 مثل دور جولتن كضيف شرف في مسلسل فوز درويش الذي تم تشره في كانال دي. وفي عام 2015 انضمت لمسلسل بويراز كارايل بدور شيدام سونار بدءًا من الحلقة 14.

## أعمالها

### من المسلسلات
- موسم المطر.
- مسلسل بويراز كارايل

## روابط خارجية
- عذراء أكين على موقع IMDb (الإنجليزية)
- عذراء أكين على موقع ألو سيني (الفرنسية)
- عذراء أكين على موقع أول موفي (الإنجليزية)
- عذراء أكين على موقع قاعدة بيانات الفيلم (الإنجليزية)
- عذراء أكين على موقع كينوبويسك (الروسية)
- عذراء أكين على موقع دليل عارضات الأزياء (الإنجليزية)